# Bosníacos
Os bosníacos são um grupo étnico eslavo do sul habitando principalmente a Bósnia e Herzegovina, república à qual deram parte do nome. A sua população é estimada em cerca de 3 milhões, dois terços dos quais vivem na referida república. São também denominados "bósnios muçulmanos".
Na ex-Iugoslávia, este  grupo se considerava, por sua religião, uma etnia à parte; sem dúvida, a partir de um ponto de vista histórico, são naturalmente descendentes de sérvios e croatas que se converteram ao islamismo no grande período de dominação turca na Bósnia e Herzegovina.
A maioria dos bosníacos são sunitas.